# Transmission mitochondriale

Transmission mitochondriale : seule la mère transmet ses mitochondries à ses enfants.

La transmission mitochondriale est le processus par lequel le matériel génétique des mitochondries est transmis de parents à enfants.
L'embryon est issu de la rencontre d'un gamète femelle, l'ovocyte, et d'un gamète mâle, le spermatozoïde, mais les mitochondries de la cellule-œuf proviennent exclusivement de l'ovocyte. Le spermatozoïde n'apporte en effet que son matériel génétique nucléaire, ses propres mitochondries étant détruites au moment de la fécondation. La transmission de l'ADN mitochondrial se fait donc uniquement de mère à enfant. La transmission mitochondriale ne suit donc pas les règles classiques de transmission mendélienne.
Chez certaines espèces de moules, une double transmission uniparentale a été mise en évidence. Les mitochondries proviennent alors soit du père soit de la mère. 

## Maladies à transmission mitochondriale
Certaines maladies génétiques sont dues à des mutations de l'ADN mitochondrial. Citons notamment :
- la myopathie mitochondriale - encéphalopathie - acidose lactique (syndrome MELAS)
- la neuropathie optique héréditaire de Leber
- le syndrome de Ballinger-Wallace, ou MIDD (maternal inherited diabetes and deafness)

Les mitochondriopathies regroupent l'ensemble des maladies causées par des dysfonctionnements de la chaîne respiratoire, qu'ils soient imputables à des mutations sur l'ADN nucléaire ou l'ADN mitochondrial ou à une autre cause.